# Rhaphidophora parvifolia
Rhaphidophora parvifolia är en kallaväxtart som beskrevs av Cornelis Rugier Willem Karel van Alderwerelt van Rosenburgh. Rhaphidophora parvifolia ingår i släktet Rhaphidophora och familjen kallaväxter. Inga underarter finns listade.